# Svinica
Svinica é um município da Eslováquia, situado no distrito de Košice-okolie, na região de Košice. Tem 27,11 km² de área e sua população em 2018 foi estimada em 896 habitantes.

## Demografia
| Ano:        | 1994 | 2004    | 2014   | 2024    |
| ----------- | ---- | ------- | ------ | ------- |
| Broj ljudi: | 657  | 824     | 853    | 1010    |
| Razlika:    |      | +25,41% | +3,51% | +18,40% |

| Ano:               | 2023 | 2024   |
| ------------------ | ---- | ------ |
| Número de pessoas: | 1008 | 1010   |
| Diferença:         |      | +0,19% |